# Giovanni Grasso (1888-1963)
Pour les articles homonymes, voir Giovanni Grasso.
Giovanni Grasso, né le 11 novembre 1888 à Catane en Sicile, et mort le 30 avril 1963 dans la même ville, est un acteur italien de théâtre et de cinéma.
Il apparaît dans plus de 80 films entre 1910 et 1957.

## Biographie
Né dans une famille de marionnettistes, il est le cousin et l'homonyme de Giovanni Grasso (1873-1930), acteur spécialisé dans le répertoire sicilien; il assume au début de sa carrière le nom de « Gioanni Grasso Junior ». Il était marié avec l'actrice Virginia Balistrieri avec qui il a souvent partagé la scène.

## Filmographie
- 1914 : I naufraghi
- 1917 : Il lupo
- 1918 : Sole!

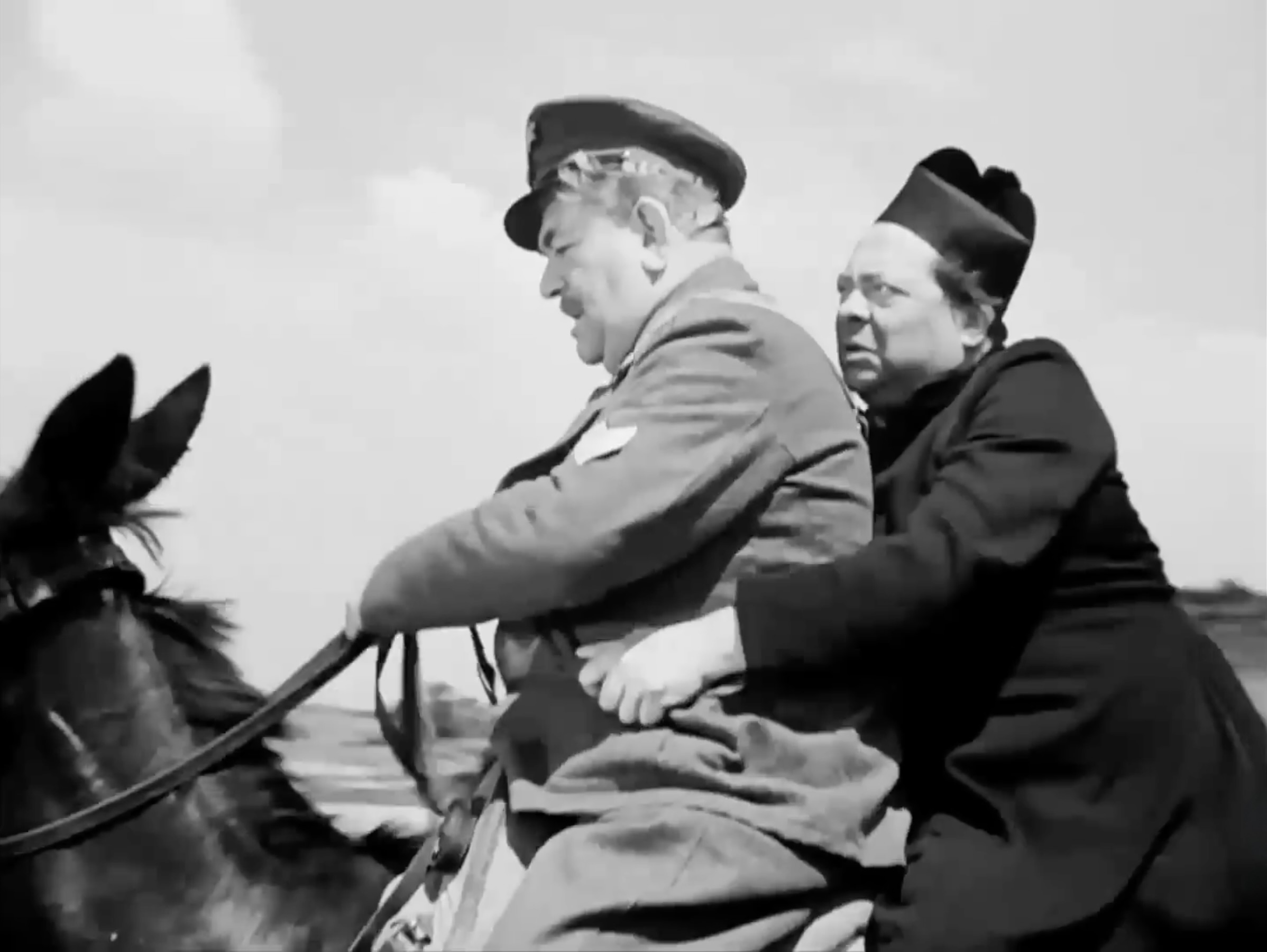
Benvenuto, reverendo! avec Aldo Fabrizi (1950).

- 1918 : Il lampionaro del Ponte Vecchio
- 1919 : Nennella
- 1920 : Skeletros
- 1932 : The Telephone Operator : Gedeone
- 1934 : Porto : Nicola Bellamonte
- 1937 : Sentinels of Bronze : Sergente Amato
- 1938 : Sous la Croix du Sud : Marco, il capo della piantagione
- 1939 : Les Robinsons de la mer : Il 'commandante'
- 1939 : Terra di nessuno : Il puparo
- 1939 : Montevergine (La grande luce) : Pasquale
- 1939 : Traversata nera
- 1939 : Piccolo hotel : Il dottor Kralik
- 1939 : Il ladro : Zio Gigio
- 1939 : Los hijos de la noche : Tabernero
- 1939 : Retroscena d'Alessandro Blasetti : le commissaire
- 1939 : La conquista dell'aria : Contadino che assiste al volo
- 1940 : The Secret of Villa Paradiso : Gorman
- 1940 : L'uomo della legione : Un meccanico del cantiere
- 1940 : Il signore della taverna : Il taverniere
- 1940 : Mare : Liborio, il capitano
- 1940 : La leggenda azzurra : Il padre adottivo di Scilla
- 1940 : I pirati del golfo
- 1941 : Ragazza che dorme :Marco, il padrone del mulino
- 1941 : Il vetturale del San Gottardo : Mastro Antonio, il vetturale
- 1942 : I Live as I Please :Il dottore
- 1942 : Yes, Madam : Il commendator Bracco-Rinaldi
- 1942 : Bengasi : (scène coupées)
- 1942 : Nous, les vivants :Stephan Tishenko
- 1942 : Luisa Sanfelice
- 1942 : Don César de Bazan : Don José di Nogueira
- 1942 : Madrid de mis sueños : Carlos Aguilera
- 1942 : Quarta pagina
- 1942 : Macario au Far West (Il fanciullo del West) : Donovan
- 1943 : Harlem : Guardascione
- 1943 : Due cuori fra le belve : Il capo-cuoco
- 1943 : La carica degli eroi
- 1944 : The Priest's Hat : L'avvocato Francesco Scuoto
- 1945 : The Gates of Heaven : Il commerciante paralitico
- 1945 : All'ombra della gloria : Il frate
- 1945 : I dieci comandamenti
- 1945 : Chi l'ha visto?
- 1946 : For the Love of Mariastella : Raìs Pietro
- 1946 : Malacarne de Pino Mercanti
- 1947 : Le Passeur
- 1947 : La Grande Aurore : Oreste Bellotti
- 1947 : Bullet for Stefano : Lazzanni
- 1947 : Il principe ribelle
- 1947 : Eleonora Duse : impresario Schurman
- 1948 : Ruy Blas : Don Gaspar Guritan
- 1948 : Sono io l'assassino
- 1948 : Legge di sangue : Il padre di Alberto
- 1948 : Difficult Years : L'avvocato Mascali
- 1949 : Vento d'Africa
- 1949 : Flying Squadron : Capo Dei Contadini
- 1949 : La figlia del peccato : padron Giuseppe
- 1950 : Benvenuto, reverendo! d'Aldo Fabrizi
- 1950 : La Maudite (Margherita da Cortona) de Mario Bonnard : Tancredi, padre di Margherita
- 1950 : Prima comunione
- 1950 : The Fighting Men : Saverio Luparello
- 1951 : Fugitive in Trieste
- 1951 : Tragic Serenade
- 1951 : La famiglia Passaguai
- 1952 : What Price Innocence? : suocero di Stefano
- 1952 : In Olden Days : Presidente del tribunale (segment "Il processo di Frine")
- 1952 : La città canora : Don Salvatore Morelli
- 1952 : Mélodies immortelles : Domenico Mascagni
- 1952 : Una croce senza nome
- 1953 : Too Young for Love
- 1953 : Easy Years : L'onorevole Michele Rapisarda
- 1953 : Cuore di spia )
- 1954 : Of Life and Love : The doorman (segment "Marsina Stretta")
- 1955 : Toto and Carolina :Commissario (non crédité)
- 1955 : Le Village magique : Sindaco
- 1957 : Onore e sangue : The Public Prosecutor